# Le Pistolero de Paso Bravo
Pour plus de détails, voir Fiche technique et Distribution.
Le Pistolero de Paso Bravo (Uno straniero a Paso Bravo) est un western spaghetti italo-espagnol sorti en 1968, réalisé par Salvatore Rosso (de).

## Synopsis
Gary Hamilton revient dans le bourg de Paso Bravo après sept ans de prison. Il veut venger la mort de son épouse et de sa fille, tuée dans l'incendie de leur maison, avec deux autres personnes.

## Fiche technique
- Titre français : Le Pistolero de Paso Bravo[1]
- Titre original italien : Uno straniero a Paso Bravo
- Titre original espagnol : Los pistoleros de Paso Bravo[2]
- Réalisation : Salvatore Rosso (de)
- Scénario : Lucio Battistrada, Fernando Morandi, Federico De Urrutia, Eduardo Manzanos Brochero
- Musique : Angelo Francesco Lavagnino
- Production : Francesco Carnicelli, Arturo Marcos pour Fénix Cooperativa Cinematogràfica, Silver Film
- Photographie : Alfonso Nieva, Gino Santini (non crédité)
- Montage : Marcello Malvestito
- Costumes : Alida Cappellini
- Maquillage : Maurico Spagnoli, Vicente Vázquez
- Genre : Western spaghetti
- Durée : 96 min
- Année de sortie : 1968
- Format d'image : 2.35:1
- Pays :  Italie,  Espagne
- Langues originales : italien, espagnol
- Distribution en Italie : Compass Film

## Distribution
- Anthony Steffen : Gary Hamilton
- Eduardo Fajardo : Acombar
- Giulia Rubini : Anna
- José Jaspe : Paquito
- Pepe Calvo : vendeur d'eau
- Adriana Ambesi : Rosy